# Rosa María Castillejo
Rosa María Castillejo Santofimia (Madrid, 28 de enero de 1969) es una deportista española que compitió en esgrima, especialista en la modalidad de espada.
Ganó una medalla de oro en el Campeonato Mundial de Esgrima de 1994, en la prueba por equipos (junto con Taymi Chappé, Carmen Ruiz Hervías y Cristina de Vargas), y una medalla de oro en el Campeonato Europeo de Esgrima de 2000, en la prueba individual.
Participó en dos Juegos Olímpicos de Verano, ocupando el 30.º lugar en Barcelona 1992 y el 33.º en Atlanta 1996, en la prueba individual.

## Palmarés internacional
| Campeonato Mundial | Campeonato Mundial | Campeonato Mundial | Campeonato Mundial |
| Año                | Lugar              | Medalla            | Prueba             |
| ------------------ | ------------------ | ------------------ | ------------------ |
| 1994               | Atenas (Grecia)    | Medalla de oro     | Espada por equipos |
| Campeonato Europeo |                    |                    |                    |
| Año                | Lugar              | Medalla            | Prueba             |
| 2000               | Funchal (Portugal) | Medalla de oro     | Espada individual  |